# Melanagromyza sojae
Melanagromyza sojae este o specie de muște din genul Melanagromyza, familia Agromyzidae, descrisă de Leo Zehntner în anul 1900. Conform Catalogue of Life specia Melanagromyza sojae nu are subspecii cunoscute.